# Peter Sachse
Peter Sachse (* 4. Juni 1910 in Düsseldorf; † 5. Januar 1997) war ein deutscher Arzt und Standesfunktionär.

## Leben und Wirken
Peter Sachse wurde 1910 in Düsseldorf geboren. 1937 wurde er an der Medizinischen Akademie Düsseldorf zum Dr. med. promoviert. Nach dem Zweiten Weltkrieg ließ er sich als Praktischer Arzt in St. Hubert bei Kempen/Niederrhein nieder. Von 1950 bis 1979 war er Mitglied des Vorstandes der Ärztekammer Nordrhein, von 1960 bis 1969 Erster Vorsitzender des Berufsverbandes der Praktischen Ärzte Deutschlands e. V. (BPA).
Sachse wurde 1974 mit der Paracelsus-Medaille der Deutschen Ärzteschaft ausgezeichnet.